# Сарси-Перші
Са́рси-Пе́рші (рос. Сарсы-Первые) — присілок у складі Красноуфімського міського округу (Натальїнськ) Свердловської області.
Населення — 483 особи (2010, 522 у 2002).
Національний склад станом на 2002 рік: марійці — 89 %.